# Lincoln, Lincolnshire
För andra betydelser, se Lincoln.
Lincoln är en stad i Lincolnshire i östra England. Orten har 85 963 invånare (2001). Staden utgör en egen kommun, City of Lincoln.
Staden grundades som Lindum Colonia som ursprungligen var ett romerskt legionfort byggt strax efter den romerska invasionen år 48. 	
Staden nämndes i Domedagsboken (Domesday Book) år 1086, och kallades då Lincolia(e).
Katedralen i Lincoln är stadens viktigaste landmärke och säte för biskopen av Lincolns stift inom engelska kyrkan. Denna katedral är byggd delvis (de nedre delarna) i romansk stil (specialstilen normandisk stil) och i övrigt i gotisk stil, delvis specialinriktningen inom gotisk stil perpendikulärstil (eller engelsk sengotik).
Lincoln har på senare år mer och mer fått ett rykte som studentstad, med Lincoln University, Bishop Grosseteste University och Lincoln College som erbjuder utbildning högskolenivå.
I Lincoln finns fotbollsklubben Lincoln City.